# Trnava (Zlín)
Trnava (in tedesco Trnawa) è un comune della Repubblica Ceca facente parte del distretto di Zlín, nella regione di Zlín.